# Вулиця Генерала Шухевича (Тернопіль)
Вулиця Генерала Шухевича — одна з вулиць міста Тернополя у мікрорайоні «Старий парк». Названа на честь Героя України, генерала і головнокомандувача УПА Романа Шухевича.

## Відомості
Вулиця починається від перехрестя вулиць Веселої і Паркової. Пролягає на південний схід до Проспекту Степана Бандери, на перехресті з яким закінчується.
Будинки:
- лівобічні: тільки № 1 — каси стадіону, стоматологічний кабінет
- правобічні: 2—26 — приватні будинки

## Установи, організації
- Міська комунальна стоматологічна поліклініка (вул. Генерала Шухевича, 10[2])
- Стоматологічний кабінет «Дентал плюс» (вул. Генерала Шухевича, 1[3])

Неподалік вулиці розташовані залізничний вокзал, центральний міський стадіон.

## Пам'ятники
На лівобіччі вулиці є Старий Парк з пам'ятниками Другої світової війни, найближчі, зокрема кілька одиниць військової техніки:
- БРДМ-2 (була до 2016)
- БТР-80
- гаубиця
- Танк Т34-85[4]